# Цінова дискримінація
Цінова́ дискриміна́ція — встановлення виробником різних цін на продукцію за умови однакових витрат виробництва і якості продукції. 

## Умови існування цінової дискримінації
- наявність ринкової влади з боку виробника, що дає можливість впливати на попит;
- можливість класифікувати споживачів;
- неможливість продажу товару однієї групи іншій;

## Види цінової дискримінації
Цінова дискримінація — це продаж однакового товару за різними цінами різним споживачам. Щоб фірма-монополіст могла проводити цінову дискримінацію, ринок повинен відповідати таким умовам:
- продавець повинен бути в змозі розділити покупців на групи, виходячи з урахування еластичності попиту на блага. Для тих покупців, попит яких має високу нееластичність, буде встановлена висока ціна, а тим, чий попит еластичний — нижча;
- блага не можуть перепродуватися покупцями (або продавцями) одного ринку покупцям (або продавцям) іншого ринку, оскільки вільне переміщення благ із “дешевого” ринку на “дорогий” призведе до виникнення єдиної ціни, що обумовить неможливість цінової дискримінації.

Розрізняють такі види цінової дискримінації:
- просторова (продаж у місті та селі, місця в театрі);
- часова (ціни на денні та вечірні сеанси, телефонні тарифи);
- по доходах споживачів (послуги для багатих і бідних);
- по обсягу споживання блага (мінімально необхідна кількість та надлишок);
- по соціальному статусу споживача (проїзні квитки).

При ціновій дискримінації чистий монополіст одержує більший доход, а отже, більший прибуток.
Поняття цінової дискримінації ввів в економічну науку в першій третині XX ст. А.Пігу, але саме явище було відоме й раніше.
Диференціювання цін — спосіб визначення змінюваних цін, які споживач готовий заплатити. Його бажання платити залежить своєю чергою від структури відповідних потреб і породжуваного ними попиту.

## Три ступені цінової дискримінації
А.Пігу розрізняв три види (або ступені) цінової дискримінації.
Цінова дискримінація першого ступеня (бездоганна дискримінація) спостерігається в тому випадку, коли на кожну одиницю блага встановлюється ціна, рівна його ціні попиту, тому ціни продажу блага для всіх покупців різні.
Оскільки монополіст не може мати повну інформацію про функції попиту всіх можливих покупців свого блага, то цей вид цінової дискримінації у чистому вигляді не можливий. Певне наближення до чистої цінової дискримінації можливе при незначній кількості покупців, коли кожна одиниця блага випускається на замовлення конкретних споживачів.
Розглянемо простий приклад. Монополіст може продати 4 одиниці продукції по 30 грн. за штуку. Дохід його складе: 4*30 = 120 грн. Якщо монополіст вдасться до дискримінації, то він може продати першу одиницю продукції за 50 грн., другу — за 45 грн., третю — за 35грн. та четверту — за 30 грн. В цьому випадку його доход складе: 50 + 45 + 35 + 30 = 160 грн., тобто доход більший.
Цінова дискримінація другого ступеня має місце, коли ціни блага однакові для всіх покупців, однак розрізняються в залежності від обсягу купівель. При цьому виді цінової дискримінації блага групуються в певні партії, на кожну з якої встановлюються різні ціни.
Цінова дискримінація другого ступеня нерідко виступає у формі цінового дисконту або знижок (на обсяг поставок; кумулятивні знижки – сезонний квиток на залізничній дорозі; дискримінація в часі – різні ціни на ранкові, денні, вечірні сеанси в кіно; стягування абонементної плати в сполученні з пропорційною оплатою обсягу придбаного блага).
Цінова дискримінація третього ступеня припускає, що різним особам благо продається за різними цінами, але кожна одиниця блага, придбана конкретним покупцем, оплачується ним за однаковою ціною.
Якщо при ціновій дискримінації перших двох ступенів передбачалося розподіл благ на групи, то в основі цінової дискримінації третього ступеня передбачається розподіл самих покупців на групи або ринки, де встановлюються свої ціни продажу. Фірми-монополісти систематизують споживачів за перевагами, доходами, віком, місцем проживання, характером роботи і продають свої блага відповідно до цієї градації.